# اندیس حشم
حشم یک اندیس فلزی است که در حوالی شهر عقدا استان یزد قرار دارد و مادهٔ معدنی موجود در آن، سرب و روی است.  